# Рондас Кампесинас
Рондас Кампесинас (на испански: Rondas Campesinas, в превод селски патрули) е името на автономните селски патрули в Перу. Активни са в началото на 80-те в северната част на Перу и по време на партизанското движение на маоистката група Сендеро Луминосо и Революционно движение Тупак Амару.
Рондас Кампесинас възникват като групи за борба с кражбите, особено тези на добитък. По-късно се превръщат в частна съдебна система, със собствени съдилища. Те често предизвикват ярост у правителството.
Кого лидерът на Сендеро Луминосо Абимаел Гусман започва партизанска война срещу правителството през 1980 г., перуанските въоръжени сили не признават заплахата в началото. Тъй като ядрото на сендеристките идеи е преразпределяне на земите, партизаните действат в селските области на Андите, обитавани от коренни жители и метиси, далече от обсега на правителство. Селяните, които не подкрепят революционното движение, създават „Рондас Кампесинас“.
Едва през 1982 г. правителството започва участието си в конфликта. В девет провинции е установено военно управление и през декември същата година Рондас Кампесинас са включени в армията. Всички участници в конфликта, Перуанската армия, Рондас Кампесинос и Сендеро Луминосо, извършват нарушения срещу човешките права.